# ستيوارت برادلي
ستيوارت برادلي (بالإنجليزية: Stewart Bradley)‏ هو لاعب كرة قدم أمريكية أمريكي، ولد في 2 نوفمبر 1983 في سولت ليك في الولايات المتحدة.

## وصلات خارجية
- ستيوارت برادلي على موقع مرجع كرة القدم المحترفة.كوم (الإنجليزية)